# 4號公路 (以色列)
4号公路（Kvish Arbaˊ），是縱貫以色列地中海沿岸的公路，北起以黎邊境的鴿子洞邊檢站，南至與加沙地帶接壤的伊瑞茲。全長205公里。
公路分為五段，從北到南分別為鴿子洞至海法的北海岸公路、老海法-特拉維夫公路、吉哈公路、特拉维夫 - 阿什杜德公路和南海岸公路，並連接加沙地帶的薩拉丁公路。其中特拉维夫 - 阿什杜德公路和吉哈公路是高速公路。
公路經過的主要城市包括阿克、內坦亞、海法、特拉維夫、阿什杜德、阿什凱隆等。